# Parammobatodes
Parammobatodes ist eine Gattung aus der Familie der Apidae innerhalb der Bienen. Sie sind Kuckucksbienen, also Brutparasiten.
In der Gattung sind weltweit acht Arten beschrieben, sieben sind in der Paläarktis verbreitet, eine Art (P. indicus) kommt in Indien vor. Im deutschsprachigen Raum kommen ein oder zwei Arten vor, nur in Österreich.
Parammobatodes-Bienen werden im deutschen Kurzhornbienen genannt. Dieser Name gilt aber auch für die Bienen der Gattung Pasites, die mit Parammobatodes nahe verwandt ist.

## Merkmale
Der Körper ist 2,5 bis 8 mm lang, bei den einheimischen Arten 4,5 bis 6 mm. Der Hinterleib ist größtenteils rot gefärbt. Zwei besonders kleine Arten der Gattung sind gänzlich rotbraun. Im Vorderflügel sind zwei Cubitalzellen. Die Weibchen haben keinen Sammelapparat, die Bienen sind insgesamt recht spärlich behaart. Von den nahe verwandten Gattungen Pasites und Ammobates sind sie durch das Flügelgeäder zu unterscheiden.

## Lebensweise
Da die Bienen der Gattung Parammobatodes Brutparasiten (Kuckucksbienen) sind, sie legen ihre Eier in die Nester von anderen Bienen. Die Weibchen besuchen Blüten nur zur Eigenversorgung mit Nektar. Die in Mitteleuropa vorkommenden Arten von Parammobatodes parasitieren an Bienen der Gattung der Buntbienen (Camptopoeum).

## Systematik
Parammobatodes gehört in der Familie der Apidae zur Unterfamilie Nomadinae, Tribus Ammobatini. Weitere Gattungen der Tribus sind Ammobates (40 Arten), Melanempis (5 Arten), Oreopasites (11 Arten), Pasites (21 Arten), Sphecodopsis (10) und Spinopasites (1 Art).
Parammobatodes wurde teilweise mit Pasites vereinigt, bzw. wurde als Untergattung von Pasites aufgefasst. Jedoch Parammobatodes ist am nächsten mit Ammobates verwandt.

## Arten
(Liste ist nicht vollständig)
- Parammobatodes craterus, Pakistan[5]
- Parammobatodes indicus, Indien[5]
- Parammobatodes maroccanus, Marokko, Gran Canaria[5]
- Parammobatodes minutus, Österreich (Niederösterreich), Ungarn, Griechenland, Rumänien, Bulgarien, Zypern, Türkei, Slowakei, Ukraine[1]
- Parammobatodes nuristanus, Israel, Afghanistan[5]
- Parammobatodes tozeni, Israel[5]
- Parammobatodes schmidti, Österreich (Burgenland), es ist nicht klar, ob es sich um eine eigenständige Art handelt oder ein Synonym von P. minutus.[1]